# 赵元亿
赵元亿（?—?），宋朝第二代皇帝宋太宗赵光义第九子，母明德皇后李氏。
赵元亿年幼时夭折，没有起名。他的三哥即位为宋真宗。追赐名元亿，封代国公。宋英宗治平年間（1064年至1067年），加封安定郡王。宋徽宗时改追宗室，追封崇王。

## 延伸阅读
[在维基数据编辑]
 《宋史·卷245》，出自脱脱《宋史》